# Коралін Віталіс
Коралін Віталіс (9 травня 1995 , Пуент-а-Пітр ) — французька фехтувальниця на шпагах, срібна призерка Олімпійcьких ігор 2024 року, чотириразова чемпіонка Європи.

## Виступи на Олімпіадах
| Олімпіада  | Дисципліна          | Місце |
| ---------- | ------------------- | ----- |
| Токіо 2020 | індивідуальна шпага | 20    |
| Париж 2024 | індивідуальна шпага | 11    |
| Париж 2024 | командна шпага      | 2     |